# Захаров, Игорь Владиславович
И́горь Владисла́вович Заха́ров (род. 8 января 1966, Москва, СССР) — советский и российский танцор брейк-данса, рэп-исполнитель, педагог-хореограф. Участник брейк-данс-команд «Меркурий» (1985—1991) и «Театр Квасса» (1995—н.в.), солист и автор музыки и текстов рэп-группы D.M.J. (1989—1994, 1998—2004). Чемпион СССР по брейк-дансу в стиле «робот» (1987, 1988).

## Биография
Игорь Захаров родился 8 января 1966 года в Москве. В 1985 году познакомился в московском ДК «Коммуна» с сыном известного советского саксофониста Алексея Козлова, Сергеем Козловым, а также с Олегом Смолиным, которые на тот момент уже умели танцевать брейк-данс. Захаров предложил Смолину открыть в ДК «Коммуна» школу-студию и обучать брейк-дансу его и его друзей из института. Таким образом они научились у Смолина делать «волну» и более сложные движения. Постепенно всей командой стали выступать в Домах культуры и выезжать в другие города. Затем танцы переместились в молодёжные бары: «Нога» на Площади Ногина у метро Китай-город, «Конюшня» в «Битце», «Резонанс».
В 1985 году Захаров объединился со Смолиным и создал брейк-данс-дуэт «Меркурий», представляющий стиль «робот». Такое название коллектива, обозначающее ртуть, придумал Смолин, который работал ювелиром. По словам Захарова, они учились копировать технику по видеозаписям, фильмам и видеоклипам, таким образом рождалось что-то своё. Первое выступление «Меркурия» с номером «Брейк-бар» состоялось в молодёжном кафе-клубе «У фонтана» (в народе — «Молоко») в декабре 1985 года, где состоялся первый брейк-данс-конкурс. Спустя полгода Захаров принял участие во втором конкурсе по брейку, который состоялся в «Молоке» в августе 1986 года. Весной 1986 года участники «Меркурия» (Игорь Захаров и Олег Смолин) первыми «занесли» брейк-данс на пешеходный Арбат, танцуя под магнитофон в стиле «робот». Позже репетиции группы переместились в кафе «Клён» на проспекте Вернадского, где по понедельникам шла программа «Весь этот брейк». Там произошло знакомство с танцором Алексеем Герулайтисом, который занимался йогой и его движения больше подходили к пантомиме, нежели к брейк-дансу.
С 1986 по 1991 год «Меркурий» занимал призовые места в стиле «робот» на Всесоюзных брейк-данс-фестивалях. Самым известным номером «Меркурия» считался «водолазы». 26 апреля 1986 года дуэт «Меркурий» выступил на первом Всесоюзном брейк-данс-фестивале Modern Tants '86 в посёлке Винни в Эстонии и был единственным коллективом, который танцевал верхний брейк-данс. 11 октября дуэт выступил с номером «из жизни роботов на баскетбольной площадке» в зале Kalev в финале фестиваля Modern Tants '86 (Таллин, Эстония, но первого места тогда не занял. Затем были поездки на фестивали «Пингвин '87» (Черноголовка, февраль), Breikas '87 (Каунас, Литва, 26-29 февраля), Modern Tants '87 (Таллин, Эстония, 24-26 апреля), Breiks '87 (Рига, Латвия, 7-9 августа) (вместе с актёром Фёдором Дунаевским), Papuga '87 (Паланга, Литва, 19-27 июня). В марте 1988 года Смолин и Захаров приняли участие в празднике-конкурсе молодёжного танца «Витебск '88» (Витебск, Белоруссия).
Осенью 1986 года «Меркурий» превратился в трио, когда Захаров и Смолин взяли к себе третьим участником Константина Михайлова. С помощью отца Михайлова, актёра Александра Михайлова, участники трио «Меркурий» попали в театр-студию «Первый дубль» от «Мосфильма» и гастролировали с артистами киностудии по творческим вечерам. В 1987 году из-за занятости в съёмках фильмов Михайлова пару раз подменил Владимир Братчиков: на фестивалях Modern Tants '87 и Breiks '87. Осенью Михайлов и Братчиков на год ушли служить в армию. В 1988 году к «Меркурию» примкнул Артур Игнатов (танцующий в стиле «электрик-буги»). В 1990 году к коллективу «Меркурий» присоединился танцор Николай Андреев («А.К.»), а в 1991 году — Дмитрий Морозкин («Краб») и Иван Гладков («Синий»).
17 октября 1986 года Михайлов и Захаров были приглашены на пробы на роль «Бананана» в фильме «Здравствуй, мальчик Бананан!» (позже — «Асса»): изначально Соловьёв собирался снимать картину с участием танцоров брейк-данса, но затем заменил их ленинградскими рок-группами. В начале 1987 года Смолин, Захаров и Михайлов в составе «Меркурия» снялись в роли роботов-манекенов в телефильме «Этот фантастический мир. Выпуск 12: С роботами не шутят». Осенью 1988 года Захаров вместе с Игнатовым, Анри Арутюняном и группой «Магический круг» снялся в фильме-концерте «Гремучая дюжина», где чечёточники соревновались с танцорами брейк-данса.
Осенью 1989 года коллектив «Меркурий» преобразовался в рэп-группу D.M.J. («Ди-Меркурий-Джей»), название которой произошло от слияния слов «Меркурий» и DJ. Основной костяк команды составляли Захаров, Игнатов и «Мутабор». Музыкой в группе занимались Захаров и Мутабор, а тексты писали Игнатов и Захаров. Вокальные партии в форме речитатива исполняли все трое. В качестве аналога были взяты американские рэп-группы Beastie Boys и DJ Jazzy Jeff & the Fresh Prince. Для записи первых песен на студии «Рекорд» Игнатов занял большую сумму денег у своего отца. В том же году были записаны три песни: «Безумная тусовка» (музыка: Мутабор), «Бьёт 12-й час» (музыка: Захаров), «Уличные звёзды» (музыка: Захаров). В 1990 году группой D.M.J. была записана ещё одна песня — «Кидай монету!» (музыка: Захаров), в записи которой принял участие танцор «Меркурия» Николай Андреев. Мутабор вскоре покинул группу, занялся записью сольного альбома, и вошёл в состав рэп-группы «Мальчишник». В 2016 году ранние записи группы стали доступны для бесплатного цифрового скачивания на сайте UGW, а в 2022 году — выпущены на компакт-дисках.
В 1992 году Артур Игнатов пришёл с материалом к директору отдела артистов Gala Records, Сергею Кузнецову, и заключил с ним контракт на пять лет. После подписания контракта в группе остались Артур Игнатов (стиль «электрик-буги»), Игорь Захаров (стиль «робот») и три танцора: Дмитрий Морозкин («Краб») (стиль «брейкинг»), Илья Грылёв («Пинчер») (стиль «поп-локинг») и Роман Козлов («Резиновый») (стиль «поп-локинг»). С января 1992 года по март 1993 года группа D.M.J. записала в московской студии «Гала» дебютный альбом. Тексты для альбома написали Игнатов и Захаров. Фирма грамзаписи Gala Records выпустила альбом под названием Rap Power of D.M.J. совместно с альбомом Лики М.С. «Рэп» на аудиокассетах и бобинах в апреле 1993 года. Осенью 1993 года альбом был выпущен на компакт-дисках под названием «Этот мир — мой!». В поддержку выхода альбома был снят видеоклип на песню «Последнее слово» и показан в передаче «Виниловые джунгли» на телеканале «РТР», а хип-хаус-композиция «Люблю…» получила ротацию в передаче «Танцевальная академия» на радио «Максимум». В 1994 году проект D.M.J. был закрыт из-за отсутствия финансирования.
9 июня 1994 года Захаров и Игнатов выступили в качестве танцоров брейк-данса на соревнованиях би-боев B.Boys Party в московском ночном клубе «Пилот». 23 марта 1995 года Игнатов и «Резиновый» приняли участие в соревнованиях би-боев B. Boys Party '95 в ночном клубе «Пилот», а Захаров выступил там же в качестве жюри.
В 1995 году Игорь Захаров вместе с Артуром Игнатовым, Дмитрием Морозкиным и Романом Козловым основал танцевально-драматический проект «Театр Квасса», в рамках которого создавал моментальные миниатюры путём импровизации. Выступления проходили в клубе «Аэроданс», куда они были приглашены бывшим арбатским брейкером Тимуром Мамедовым. Свою известность «Театр Квасса» приобрёл после культового юмористического шоу «Сериал главного профессора», где великий учёный сначала изобрёл машину времени и исправлял её последствия, а затем ракету, которую похитил шпион. Затем было поставлено шоу «Чёрный квадрат Малевича, или Голубая серия Пикассо».
28 декабря 1997 года Захаров и Игнатов приняли участие в качестве жюри в ежегодном международном фестивале рэп-музыки Rap Music, который прошёл в московском Дворце спорта «Крылья Советов».
В 1998 году Артур Игнатов, Игорь Захаров, Дмитрий Морозкин и Роман Козлов возродили проект D.M.J., совместив его с «Театром Квасса». Таким образом был создан танцевальный рэп-проект D.M.J.K., где буква K — это Квас: Ди-Меркурий-Джей-Квас. Выступления команды проходили в ночных клубах в сфере транс-техно-мероприятий. Как утверждал Игнатов, все участники коллектива придерживались буддизма, поэтому во время выступлений они использовали мантры и нетрадиционные инструменты, имеющие отношение к этой религии. По словам Захарова, проект представляет из себя спектакль, в котором они танцуют в светящихся флуоресцентных костюмах и исполняют рэп под музыку в жанре транс в сопровождении диджея.
В 2009 году вместе с другими советскими брейкерами снялся в видеоклипе на песню «Бит стучит» рэп-группы Bad Balance.
В 2015 году Игорь Захаров выложил на сайте MySpace для бесплатного цифрового скачивания второй альбом группы D.M.J. под названием «Танец Вселенной», состоящий из 10 треков и записанный на домашней студии Захарова в период с 1998 по 2004 год. В 2022 году альбом был впервые выпущен на компакт-дисках.
26 апреля 2016 года Захаров принял участие во флешмобе, который провели танцоры брейк-данса первой волны из стран бывшего СССР в рамках тридцатилетия первого брейк-данс-фестиваля.
В 2018 году принял участие в съёмках сериала «История брейка в СССР» от сообщества «Три волны брейк-данса».

## Критика
В 1986 году в октябрьском номере журнала «Огонёк» руководитель ансамбля пластического танца «Синтез» Елена Ким в разговоре о брейке разделила всех танцоров брейк-данса на три группы. К первой группе она отнесла представителей «уличного брейка», танцующих на дискотеках и в кафе — самодеятельных исполнителей. Вторая группа состоит из профессиональных брейкеров: московские коллективы «Вектор», «Союз», «Меркурий» и некоторые другие. Третью группу составляют коллективы более широкого пластического профиля, которые сочетают брейк с другими хореографическими формами (к примеру, «Синтез»).
В феврале 1989 года редактор ростовской газеты «Комсомолец», Сергей Агафонов, назвал танцевальное трио «Меркурий» единственным коллективом в СССР, представляющим профессиональный брейк-данс. Агафонов добавил, что группа стала чемпионом страны прошлого года по верхнему брейк-дансу.
В 1994 году редактор журнала «Музыкальный Олимп» Андрей Мельников представил рэп-группу D.M.J. (во главе с Игорем Захаровым и Артуром Игнатовым) как «основателей стиля рэп в России», упомянув при этом в ходе интервью, что рэп — это «стиль негритянских подростков, не характерный для европейца».

### Наследие и влияние
В 1998 году журнал «RAPпресс» назвал участников группы D.M.J. «одними из лучших танцоров России» и «одними из старейших рэперов страны».
В 1999 году журнал Hip Hop Info назвал Захарова «отцом-ветераном отечественного хип-хопа, одним из первых в стране занявшимся брейком и рэпом».
В 2002 году журнал 100 % назвал участников группы «Меркурий» чемпионами по брейк-дансу в стиле «робот» и «электрик-буги» в Советском Союзе, которые выступали на всех брейк-фестивалях и занимали призовые места.
В 2003 году журнал «Афиша» назвал D.M.J. первой рэп-группой, собранной брейкерами в конце 80-х.
В 2004 году Игорь Захаров был упомянут как «танцор старой школы» и «лучший робот Союза» в статье про историю российского брейк-данса от школы брейк-данса «Волнорез».
В 2007 году главный редактор портала Rap.ru, Андрей Никитин, поместил альбом группы D.M.J. «Этот мир — мой!» (1993) в список главных альбомов русского рэпа.
В 2014 году песня «Три буквы» группы D.M.J., текст к которой написал Игорь Захаров, была отобрана Михаилом Бастером для мультимедийного переиздания книги «Хулиганы-80» для iPad.
В 2015 году брейкер Илья Грылёв («Пинчер») в книге Миши Бастера «Ньювейв» отметил, что в 1987 году Игорь Захаров и Константин Михайлов были «признаны через всесоюзные фестивали и канонизированы по всему Союзу».
В 2015 году российский портал The Flow в рамках проекта «Beats&Vibes: 50 главных событий в русском рэпе» представил две самые узнаваемые композиции группы D.M.J.: «Последнее слово» (текст: Игорь Захаров, музыка: Анатолий Стельмачонок) и «Ты виноват» (текст и музыка: Игорь Захаров).
В 2016 году сайт «Звуки.ру» поместил песню «Последнее слово» группы D.M.J., текст к которой написал Игорь Захаров, в плейлист об истории русского рэпа.
В 2017 году Игорь Захаров был упомянут в документальном фильме «История брейк-данса на Арбате» как участник легендарного коллектива «Меркурий» и создатель первого в Москве рэп-проекта D.M.J.
В 2019 году в ходе опроса 74-х танцоров уличных стилей, проведённого Еленой Матьяновой (Мотя из B.People), Игорь Захаров получил 18 голосов и занял третье место в «Народном рейтинге брейкеров СССР 80х. Топ 56 советских верховиков».

## Дискография
Студийные альбомы D.M.J.
- 1993 — Этот мир — мой!
- 2015 — Танец Вселенной (1998—2004) (издано на CD в 2022 году)

Компиляции D.M.J.
- 1993 — Рэп / Rap Power of D.M.J. (Лика M.C. / D.M.J.)
- 2016 — Меркурий (1989—1994) (издано на CD в 2022 году)

## Фильмография
- 1987 — Этот фантастический мир. Выпуск 12: С роботами не шутят
- 1989 — Гремучая дюжина

## Награды
- В феврале 1987 года Захаров занял первое место в стиле «freeze» на московских соревнованиях, посвящённых XX съезду ВЛКСМ и Дню космонавтики.
- В феврале 1987 года Захаров в составе трио «Меркурий» занял третье место в стиле «робот» на Всесоюзном брейк-данс-фестивале Breikas '87 (Каунас, Литва)[59].
- В апреле 1987 года Захаров занял первое место в стиле «робот» на Всесоюзном брейк-данс-фестивале Modern Tants '87 (Таллин, Эстония).
- В июне 1987 года Захаров занял второе место в стиле «робот» на Всесоюзном брейк-данс-фестивале Papuga '87 (Паланга, Литва).
- В августе 1987 года Захаров занял первое место в стиле «робот» в индивидуальных соревнованиях на Всесоюзном брейк-данс-фестивале Breiks '87 (Рига, Латвия).
- В сентябре 1987 года Захаров в составе трио «Меркурий» занял первое место в стиле «робот» на фестивале современного танца в Москве.
- В июле 1988 года Захаров занял первое место в стиле «робот» на Всесоюзном брейк-данс-фестивале Papuga '88 (Паланга, Литва).
- 26 декабря 1988 года Захаров в составе группы «Меркурий» занял первое место в стиле «электрик-буги» и второе место в стиле «робот» на донецком межгородском фестивале Break Dance '88[60].
- Осенью 1991 года Захаров в составе группы «Меркурий» занял второе место в танцевальном конкурсе телепередачи «Утренняя звезда»[1][8][12].